# بی‌رحم (فیلم)
بی‌رحم (به انگلیسی: No Mercy) فیلمی است محصول سال ۱۹۸۶ و به کارگردانی ریچارد پیرس است. در این فیلم بازیگرانی همچون ریچارد گی‌یر، کیم بسینگر، جروئن کرابا، جرج دزوندزا، گری باسارابا، ویلیام آترتون، تری کینی، الی پوژه، بروس مک‌گیل، ری شارکی و کیم چان ایفای نقش کرده‌اند.

## خلاصه داستان
یک مأمور مخفی نامتعارف عضو پلیس شیکاگو به همراه شریکش استخدام می‌شوند تا یک شخص مهم را در دستهٔ جنایایی نیو اورلانز به قتل برسانند…